# كريستيان روبرتس
كريستيان روبرتس (بالإنجليزية: Christian Roberts)‏ (22 أكتوبر 1979 في المملكة المتحدة - ) هو لاعب كرة قدم بريطاني في مركز الهجوم. لعب مع درودا يونايتد وسويندون تاون وكارديف سيتي ونادي إكزتر سيتي ونادي بريستول سيتي ونادي هيرفورد وMaesteg Park A.F.C. ‏ وهافرفوردويست ‏.

## وصلات خارجية
- كريستيان روبرتس على موقع قاعدة بيانات كرة القدم.إي يو (الإنجليزية)
- كريستيان روبرتس على موقع Soccerbase.com (لاعب) (الإنجليزية)